# AviaBellanca Aircraft
Pour les articles homonymes, voir Bellanca.
AviaBellanca Aircraft est une compagnie de construction aéronautique américaine. Avant 1983, elle s'appelait Bellanca Aircraft Company. 

## Historique
La compagnie a été fondée en 1927 par Giuseppe Mario Bellanca, un concepteur d'avions italo-américain installé au Delaware.
En juin 1927 a lieu le premier vol sans escale entre les États-Unis et l'Allemagne sur un Wright-Bellanca WB-2 baptisé Miss Columbia.
C'est sur un Bellanca J-300 baptisé Miss Veedol qu'a été effectué la première traversée de l'Océan Pacifique en 1931 par Clyde Edward Pangborn.
Le Bellanca Flash racer model 28-90 bat le record de traversée de l'Atlantique en 1936 en 13 heures.
Giuseppe Mario Bellanca est resté président de la société jusqu'à ce qu'il la vende à L. Albert and Sons en 1954.

## Modèles d'avion
- 1926 Wright-Bellanca WB-2
- 1928 Bellanca CH-200 Pacemaker
- 1929 Bellanca CH-300 Pacemaker

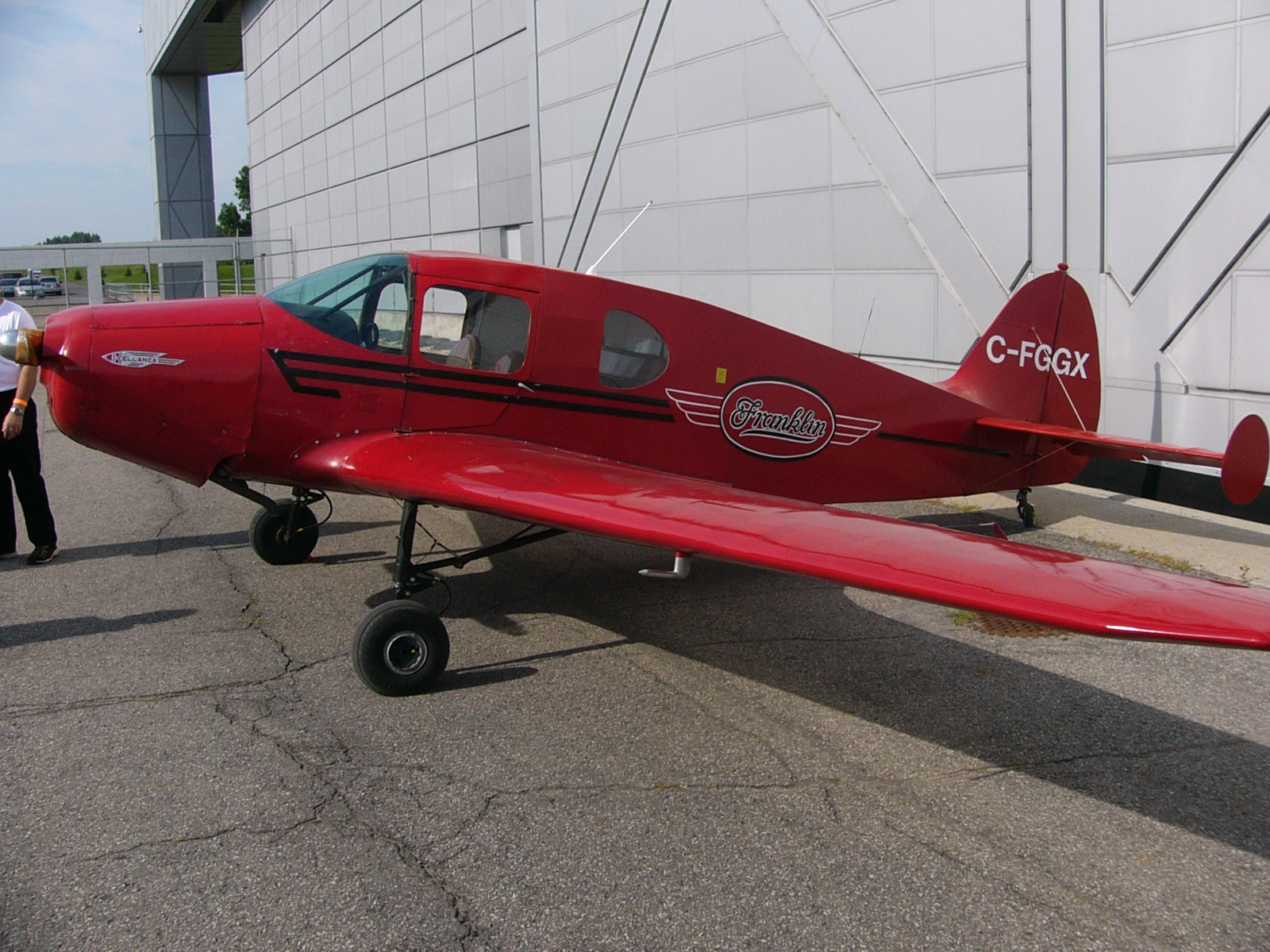
Bellanca 14-13-2

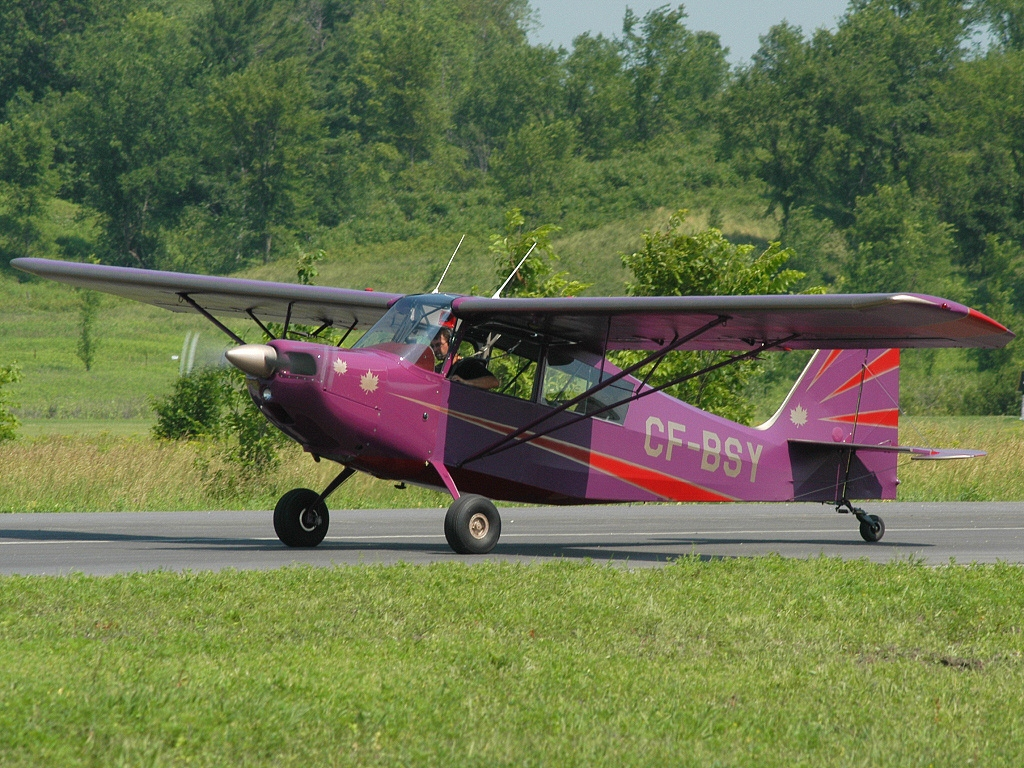
Bellanca 7GCBC Citabria

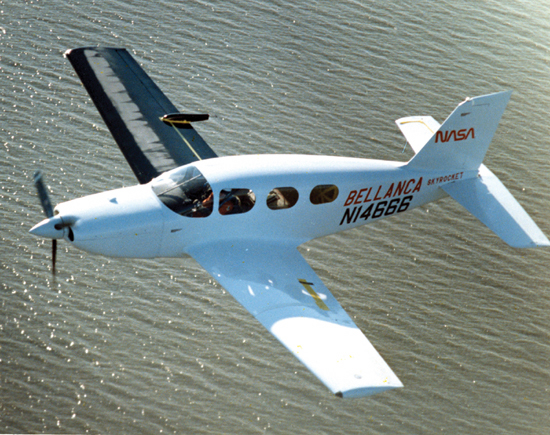
Bellanca Skyrocket II

- 1929 Bellanca TES (Bellanca TES Tandem "Blue Streak", X/NR855E)
- 1930 Bellanca CH-400
- 1930 Bellanca Aircruiser, P, C-27 Aircruiser
- 1932 Bellanca SE
- 1934 Bellanca 28-70
- 1934 Bellanca 77-140
- 1935 Bellanca 31-40
- 1936 Bellanca XSOE
- 1937 Bellanca 28-90
- 1937 Bellanca 28-92
- 1937 Bellanca 14-7
- 1937 Bellanca 14-7 Cruisair
- 1940 Bellanca YO-50
- 1945 Bellanca 14-13 Cruisair Senior
  - 1949 Bellanca Cruisemaster
- 1964 American Champion Citabria
- 1967 Bellanca 17-30 Viking
- 1968 7KCAB Citabria
- 1970 8KCAB Decathlon
- 1971 7ACA Champ
- 1973 Bellanca T-250 Aries
- 1974 8GCBC Scout
- 1975 Bellanca 19-25 Skyrocket II